# Districtul Suttsu, Hokkaido
Districtul Suttsu (寿都郡 Suttsu-gun?) este un district localizat în subprefectura Shiribeshi, Hokkaido, Japonia.

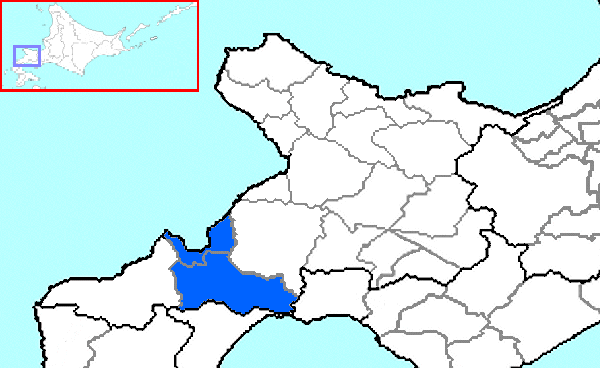
Districtul Suttsu în subprefectura Shiribeshi.

În 2004, districtul avea o populație estimată de 7.316 de locuitori și o densitate de 16,60 de locuitori pe km2. Suprafața totală este de 440,83 km2.

## Orașe
- Kuromatsunai⁠(d)
- Suttsu